# Edmund Joensen
Edmund Esbern Johannes Joensen (Oyri, Eysturoy, 19 de septiembre de 1944) es un empresario y político feroés afiliado al Partido Unionista. Fue primer ministro de las Islas Feroe entre 1994 y 1998.

## Biografía
Edmund Joensen nació en el pequeño poblado de Oyri, en la isla Eysturoy, en 1944, siendo hijo de Poul y Hansina Joensen (nacida Samuelsen). Su padre era oriundo de Oyri y su madre de Haldarsvík. Desde 1959 entró a trabajar en la empresa naviera O.C. Joensen, donde continuó hasta 1994, llegando a alcanzar el puesto de director. En 1969 contribuyó en la creación de una empresa dedicada a la piscicultura, en la que continuó hasta 1990. Fue también miembro del comité de representantes de la cooperativa Føroya Fiskasøla de 1987 a 1994.
Edmund Joensen está casado con Edfríð Joensen (nacida Johannesen), y vive en Oyrarbakki.

## Carrera política
Comenzó su carrera política como concejal del municipio de Sundini entre 1970 y 1980. Fue elegido miembro del Løgting por primera vez en 1988 como representante de Eysturoy por el Partido Unionista, y desde entonces ha sido reelegido. Fue el líder parlamentario de su partido de 1990 a 1994, y presidente del mismo durante 11 años, entre 1990 y 2001. En las elecciones parlamentarias de 1994, el Partido Unionista recibió un fuerte apoyo y Joensen inició su primer mandato como primer ministro, a la cabeza de una coalición con el Partido de la Igualdad, el Partido del Autogobierno y el Verkamannafylkingin. En un principio se buscaba una alianza con el Partido Popular y los partidos de centro, pero las negociaciones se vinieron abajo al discutirse el posible ingreso de las Islas Feroe a la Unión Europea.
Siendo primer ministro de las Islas Feroe, Joensen fue también miembro del Folketing (parlamento danés), donde era representado por su suplente. Joenssen fue la cabeza de un gobierno que tuvo que tomar enérgicas medidas económicas para enfrentar la crisis financiera feroesa de 1989-1995. El déficit presupuestario de 1994 fue estimado en 250 millones de coronas, y el gobierno decidió que no debería superar los 300 millones para 1995. Aunque Joensen quiso aliviar la carga fiscal para mejorar la economía de la gente, consideró que no era posible. La colaboración con el Partido de la Igualdad terminó en junio de 1996, cuando el Partido Popular sustituyó a los socialdemócratas en la coalición del segundo gobierno de Joensen.
En 1998 perdió su escaño en el Folketing, y poco tiempo después convocó repentinamente a elecciones parlamentarias, algo que levantó gran atención y confusión en las Feroe. En las elecciones de 1998, el Partido Unionista y sus aliados sufrieron un revés, y Joensen dejó el cargo de primer ministro, regresando de esta manera al Løgting como líder parlamentario de su partido.
De 2002 a 2008 Joensen fue presidente del Løgting. En 2007 fue de nuevo miembro del Folketing, donde se alió al partido Venstre, asegurando la mayoría para el primer ministro Anders Fogh Rasmussen. No obstante, Joensen declaró que se abstendría de votar en asuntos de política interna de Dinamarca.

## Reconocimientos
Fue nombrado caballero de la Orden de Dannebrog en 1995, y caballero de primera clase en 1997. El 20 de junio de 2005 fue nombrado comandante de la misma orden.